# معماری دست کن سردره
معماری دست کن سردره مربوط به دوره قاجار است و در شهرستان گرمسار، بخش ایوانکی، شهر ایوانکی، دشت سردره، غرب جاده تهران به مشهد، جنب آب‌انبار سردره واقع شده و این اثر در تاریخ ۲۶ اسفند ۱۳۸۷ با شمارهٔ ثبت ۲۶۰۶۲ به‌عنوان یکی از آثار ملی ایران به ثبت رسیده است.